# Castello di Mariana Mantovana
Il castello di Mariana Mantovana (Castrum Mariane) è una struttura militare rinascimentale, sorta su un preesistente castrum medievale posseduto da alcuni conti rurali bresciani e dai conti palatini di Lomello.
L'edificazione dell'attuale castello, in origine con fossato a difesa, fu voluta dal marchese Ludovico III Gonzaga nel 1475, che diede l'incarico all'architetto Giovanni da Padova.
Oggi del castello sono rimaste intatte la torre campanaria quadrangolare e la torre portaia, nella quale sono ancora visibili le aperture dei bolzoni del ponte levatoio.

## Storia

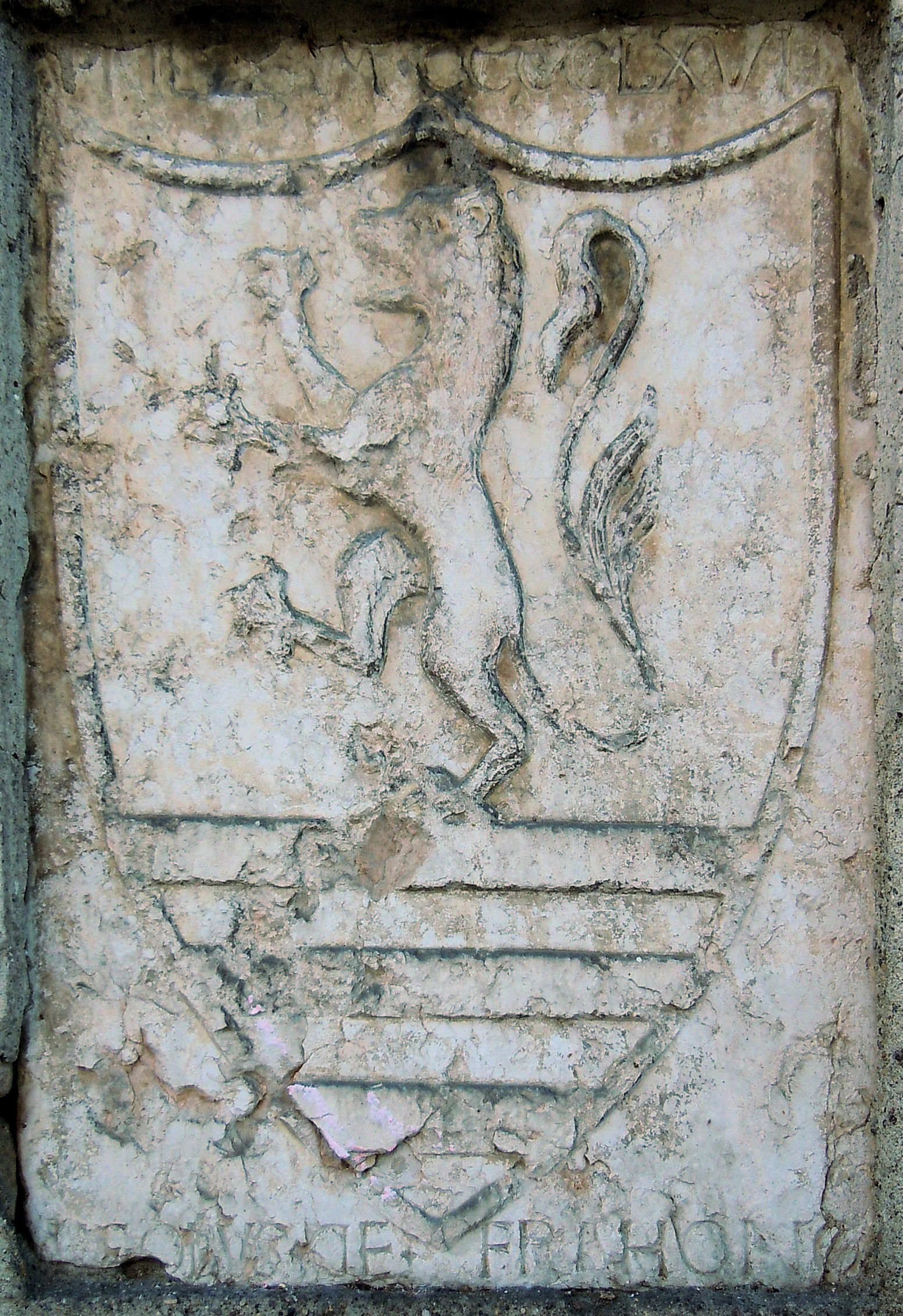
Stemma dei Faroni, 1466

Mariana fa la sua prima apparizione ufficiale nella storia nel 1033 e, successivamente, nel 1054, nel 1104 e nel 1180, al di là di tutte le ipotesi etimologiche o paretimologiche che sono state formulate sulla formazione del nome della località.
Per lo più si tende a datare i resti attuali della fortificazione intorno alla metà del XV secolo, avvalendosi, come argomento probatorio, della presenza di una lapide murata a fianco dell'ingresso, con leone rampante, iscrizione della famiglia Faroni e data 1466.
Va però detto che le prime notizie sull'esistenza di un castello a Mariana sono contenute nel Liber Potheris del comune medievale di Brescia. In un documento del 12-13 aprile 1215 - una descrizione delle terre appartenenti al comune bresciano nel territorio di Mariana - vengono usati più volte i termini fossatum castri, murus castri, caneva castri, elementi che costituiscono, i primi due, i caratteri materiali di tanti recinti difensivi di pianura di quel periodo, mentre il terzo appartiene ad una tipologia di alcuni corpi di fabbrica, come i magazzini, collocati all'interno della fortificazione così da sottolinearne anche la funzione di deposito oltre che di rifugio, tipica dei castelli-ricetto.
Altri due documenti compaiono solo due-tre secoli dopo rispetto al Liber Potheris: una pergamena del maggio 1409, dove compare in una accentuata stilizzazione grafica l'abitato di Mariana, e una pianta del XVI secolo raffigurante il burgum Mariane e il nuovo castrum.
Come si evince da questo secondo disegno, il castello marianese edificato nel XV secolo, e i cui resti ancora oggi sono visibili, appare come un recinto rettangolare con il lato meridionale occupato dalla porta formata dall'ingresso carraio, dalla posterla pedonale e dalla torre in muratura – gli unici elementi, questi, ancora oggi presenti -, mentre gli altri lati risultano disegnati come terrapieni, molto probabilmente sovrastati da una palizzata in legno. 
A cingere il tutto un fossato, la cui antica presenza è testimoniata anche oggi dalle sedi per i bolzoni dei ponti levatoi dell'ingresso principale e della posterla.
Il castrum di Mariana Mantovana, come molti altri della pianura lombarda, era dunque edificato soprattutto in materiali poveri come la terra e il legno: solo la struttura a protezione dell'ingresso e la relativa torre erano in muratura.
Se si mette poi a confronto la mappa del ‘500 con altre due rispettivamente del 1775 e del 1857, si può ancor meglio comprendere la struttura del perimetro difensivo del fortilizio: in entrambe queste due mappe risulta in maniera molto più evidente l'esistenza di un secondo fossato che copriva il lato meridionale e quasi tutto il lato ovest del recinto rettangolare. Tutto ciò veniva a formare una sorta di ulteriore elemento difensivo, ossia una piccola “penisola”, un fazzoletto di terra dotato di relativi terrapieni e antistante l'ingresso principale.
Sempre in relazione a questo particolare elemento difensivo del castello, in un documento del 1461 il fortilizio risulterebbe dotato di “revelino”, un'opera addizionale in posizione avanzata rispetto alla fortificazione, spesso posta al di là del fossato principale e munita di un fossato proprio, a guardia della porta principale.
La definitiva chiusura della fossa antistante la torre risale agli inizi del XX secolo.